# Melinda emeishanensis
Melinda emeishanensis är en tvåvingeart som beskrevs av Fan, Gan, Fang, Zheng, Chen och Tao 1997. Melinda emeishanensis ingår i släktet Melinda och familjen spyflugor.
Artens utbredningsområde är Sichuan (Kina). Inga underarter finns listade i Catalogue of Life.